# Subordinacionismo

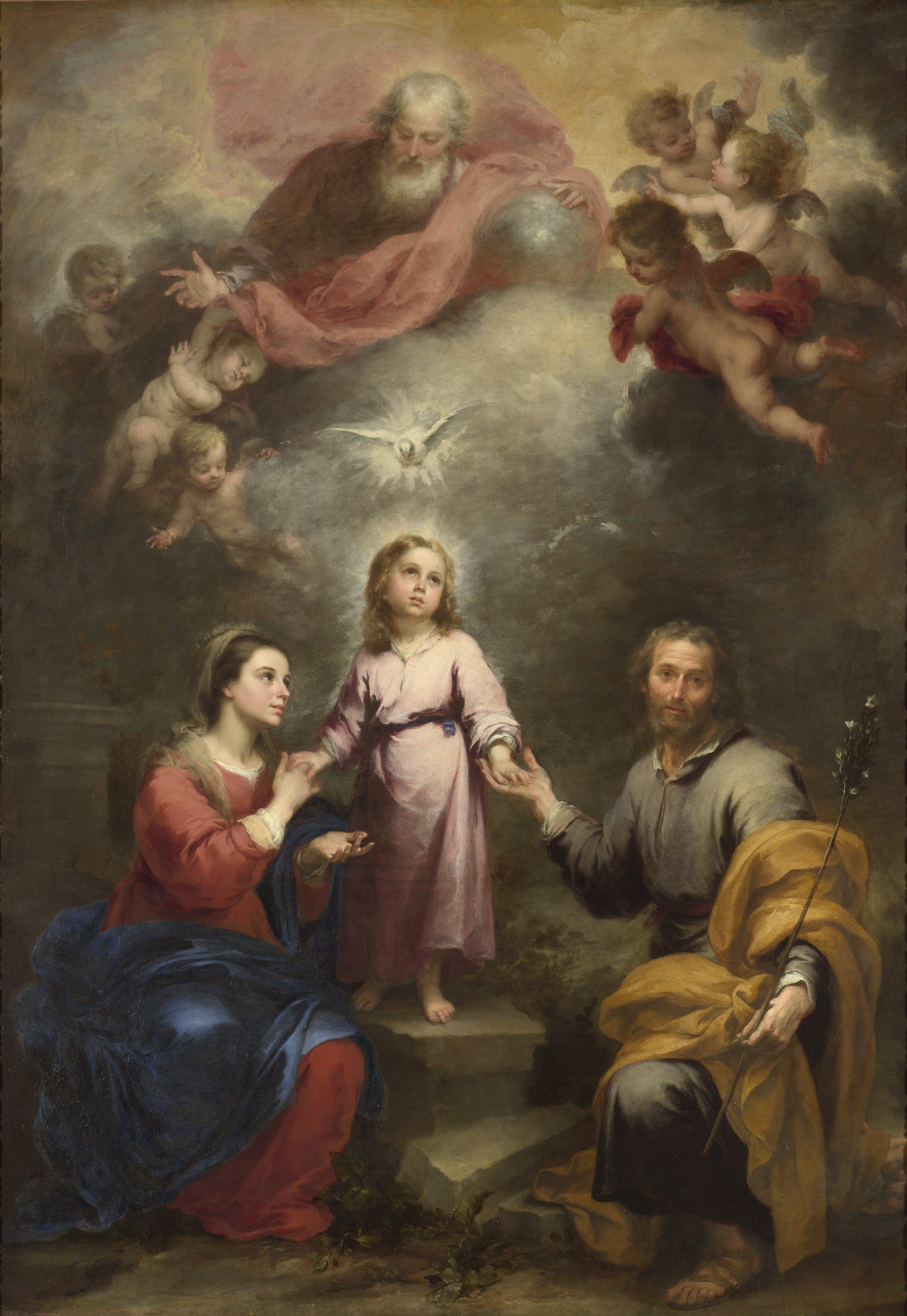
La "Trinidad celestial" se une a la "Trinidad terrenal" a través de la Encarnación del Hijo – Las dos Trinidades de Murillo (aprox. 1677)

El subordinacionismo es el conjunto de opiniones teológicas de carácter heterodoxo elaboradas por diversos autores cristianos que, con el fin de contrarrestar la herejía llamada modalismo, intentaron explicar y defender la doctrina trinitaria. En general, es unánime la opinión de los estudiosos en el sentido de que el subordinacionismo no constituyó una herejía propiamente dicha, puesto que si bien contrariaba la ortodoxia de la doctrina, nunca pretendió –por parte de sus propugnadores- constituirse en una doctrina oficial, sino un intento, una mera opinión teológica que, al ser llamados sus autores por la Iglesia a atenerse fielmente a las doctrinas ortodoxas, estos se sometieron a sus dictados pacíficamente. Influenciados por la filosofía estoica, los subordinacionistas cometían el error de destacar exageradamente la distinción existente entre el Padre y el Hijo, al punto de llegar a subordinar –en mayor o menor medida- el Hijo al Padre.

## El Hijo el mayor subordinado
La esencia del subordinacionismo se encuentra plasmada en las siguientes citas:

Justino Mártir enseñó que antes de la creación del mundo, Dios estaba solo y que no había ningún Hijo.[...]Cuando Dios quiso crear el mundo,[...] engendró a otro ser divino para crear el mundo por él. A este ser divino se le llamó [...] Hijo porque nació; se le llamó, porque se le tomó de la Razón o Mente de Dios. [...] Por consiguiente, Justino y los demás apologistas enseñaron que el Hijo es una criatura. Él es una criatura elevada, una criatura suficientemente poderosa como para crear el mundo, no obstante, una criatura. En teología a esta relación entre Hijo y el Padre se le llama subordinacionismo. El Hijo está subordinado, o sea, es subalterno al Padre, depende de él y existe por él. Los apologistas fueron subordinacionistas.

La cristología de las apologías, como la del Nuevo Testamento, es esencialmente subordinacionista. El Hijo siempre está subordinado al Padre, quien es el único Dios del Antiguo Testamento.[...] Lo que hallamos en estos escritores primitivos, pues, no es una doctrina de la Trinidad [...] Antes de Nicea, la teología cristiana fue casi universalmente subordinacionista.

Esa relación se entendió inequívocamente como que era una de 'subordinación', esto es en el sentido de la subordinación de Cristo a Dios. Dondequiera que en el Nuevo Testamento se pasa a considerar la relación entre Jesús y Dios, el Padre, [...] ésta se concibe y representa categóricamente como subordinación. Y el Subordinacionista más decidido del Nuevo Testamento, según el registro sinóptico, fue Jesús mismo [...] Esta posición original, firme y evidente como era, pudo mantenerse por mucho tiempo. 'Todos los grandes teólogos prenicenos representaron la subordinación del Logos a Dios.

No hay ningún teólogo de la Iglesia Oriental, ni de la Occidental antes del estallido de la controversia arriana [en el siglo IV] que no considere que en algún sentido el Hijo está subordinado al Padre.

## Apologistas

### Eusebio
Eusebio de Cesarea fue uno de los escritores más prolíficos de la antigüedad; sus obras abarcan acontecimientos de los tres primeros siglos hasta el tiempo del emperador Constantino. No sólo fue escritor sino también obispo, historiador, predicador, topógrafo, crítico, exégeta y apologista. Eusebio estaba convencido de que vivía en un período de transición entre dos épocas, además deseaba cumplir con la función de apologista. Creía que el cristianismo era de origen divino y escribió: «Es mi propósito consignar [...] también quiénes y cuántos y cuándo absorbidos por el error y llevado hasta extremo sus novelerías, se proclamaron públicamente a sí mismos introductores de una mal llamada ciencia y esquilmaron sin piedad, como lobos crueles, al rebaño de Cristo.»
A Eusebio le preocupaba la cuestión en disputa sobre la relación entre el Padre y el Hijo. Preguntó: «Si acaso siempre han coexistido ¿cómo será el Padre, Padre, y el Hijo, Hijo?.»
Apoyó su creencia con textos bíblicos como Juan 14:28, que dice: «El Padre es mayor que [Jesús]», y Juan 17:3, donde se refiere a Jesús como aquel a quien el único Dios verdadero envió. De Colosenses 1:15 y Juan 1:1, Eusebio dijo que «el Logos», o «la Palabra», es «la imagen del Dios invisible, el Hijo de Dios».
Sin embargo en el Concilio de Nicea, Eusebio apoyó el punto de vista contrario: «la relación de Cristo con Dios es consustancial al Padre». Esto supuso ir en contra de la postura de que «Dios» y «Cristo» no siempre coexistieron y de que no son iguales.

### Ireneo
Ireneo, teólogo del siglo II (c.120-200), también era «subordinacionista». En los textos de Juan 14:28 y en Efesios 4:6 muestra como el «Hijo» está subordinado al «Padre».
Del texto de Juan 14:28 dice:  

Podemos aprender mediante Él (Cristo) que el Padre está por encima de todas las cosas. Porque 'el Padre -dice Él- es mayor que yo'. Por tanto, nuestro Señor ha declarado que el Padre excede en conocimiento.

De Efesios 4:6 dice: 

De esta suerte se manifiesta un solo Dios Padre que está por encima de todos y a través de todos y en todos (nosotros). Por encima de todos, el Padre, y Él es cabeza de Cristo.

### Clemente de Alejandría
Clemente de Alejandría (c.150-215), muestra la subordinación del «Hijo» al «Padre». Haciendo alusión al texto de Juan 17:3 dice: 

Conocer al Dios eterno, dador de lo que es eterno, y mediante el conocimiento y la comprensión poseer a Dios, que es el primero, y excelso, y único, y bueno.[...] Por consiguiente, el que viva la verdadera vida ha de conocer a Aquel 'a quien nadie conoce, a menos que el Hijo (Lo) revele'. (Mateo 11: 27.) Luego, hay que aprender la grandeza del Salvador después de Él. (¿Quién es el rico que se salva?, VII, VIII.)

### Taciano
Taciano nació en Siria. Estaba versado en la cultura grecorromana de la época. Incansable viajero llegó a Roma como «retórico itinerante», se interesó por el cristianismo y empezó a relacionarse con Justino Mártir (se cree que fue alumno suyo). En los escritos Taciano se presenta como «apologista». Subraya la inutilidad del paganismo y la lógica del cristianismo. Taciano, tenía en gran estima la creencia en «un único Dios, Creador de todas las cosas». En su obra, Discurso contra los griegos indica que el «Altísimo» es un «espíritu» y destaca que «él solo es sin principio, y a la par, principio de todo el universo» (Juan 4:24; 1 Timoteo 1: 17). Taciano creía que «el Logos», era «el Primogénito» del «Padre celestial»  su «primera obra», al que luego utilizó para crear el universo físico. Por sus comentarios demuestra que era subordinacionista.

### Teófilo de Antioquía
De Teófilo de Antioquía, no se dispone de muchos datos biográficos. De padres paganos se convirtió al cristianismo tras un estudio concienzudo de las Escrituras. El historiador Eusebio, mostró que Teófilo, fue el sexto obispo de Antioquía. Teófilo puso por escrito un considerable número de conversaciones y refutaciones de las herejías. Figura entre la docena de apologistas cristianos de su época. En una de sus obras Los tres libros de Autólico, escribe su apología contra la apostasía del siglo II. Con gran valor Teófilo se presenta como seguidor de Cristo. 
En su descripción de Dios, Teófilo dice: «Él es Señor, porque señorea sobre todas las cosas: Padre, porque es antes que todas las cosas; Artífice y Hacedor, porque Él es el Creador y Hacedor de todas las cosas; Omnipotente, porque todo lo domina y envuelve.»

### Tertuliano
Tertuliano (c.160-230). Se sabe muy poco de su vida. La mayoría de eruditos concuerdan en que nació en Cartago (África del Norte). Hombre instruido y bien familiarizado con las escuelas filosóficas de su época. Escritor creativo con la facultad de hacer declaraciones concisas e ingeniosas. «Poseía una aptitud rara en los teólogos: era incapaz de ser aburrido», menciona el libro The Fathers of the Church.
En su tratado titulado Contra Práxeas, aunque no se identifica claramente al hombre al que se llama Práxeas, Tertuliano cuestiona sus enseñanzas. En aquel tiempo, un asunto muy debatido entre los que decían ser cristianos era la relación entre «Dios» y «Cristo». Práxeas intentó resolver el dilema con la teoría conocida como modalismo. Tertuliano demostró que las Escrituras hacen una clara distinción entre el Padre y el Hijo. Después de citar 1 Corintios 15: 27, 28, razonó: «Aquel que sujetó (todas las cosas) y Aquel a quién le fueron sujetadas tienen que ser dos personas distintas». Valiéndose de diversos pasajes de las Escrituras Hebreas como Salmo 8: 5. mostró que la Biblia habla de la «inferioridad» del «Hijo»; por lo tanto «el Padre es distinto del Hijo, pues es mayor que el Hijo» -concluyó Tertuliano-.

El Padre es la sustancia completa, pero el Hijo es la derivación y porción del entero, como Él mismo reconoce: 'Mi padre es mayor que yo'.[...] Así que el Padre es distinto al Hijo, por ser mayor que el Hijo, en la medida en que Aquel que engendra es uno, y Aquel a quién se engendra es otro; también, Aquel que envía es uno, y Aquel a quién se envía es otro; y de nuevo, Aquel que hace es uno y Aquel mediante el cual se hace la cosa es otro.

 Tertuliano, creía que el Hijo está subordinado al Padre. Sin embargo al contrarrestar el modalismo, mientras procuraba probar la divinidad de Jesús mediante otra teoría, acuñó la fórmula «una sustancia, tres personas». Tertuliano fue el primero en aplicar el vocablo latino trinitas (trinidad) al Padre, al Hijo y al Espíritu Santo.

## Arrianismo
Arrio, sacerdote de Alejandría, argumentaba que el Hijo es una criatura, creada por Dios antes del inicio de los tiempos, y por ende, aunque de naturaleza superior a la humana, es inferior al «Padre», por lo que rehusó utilizar el término homoousia (consustancialidad, o igualdad de sustancia) al definir la relación de Cristo con Dios. Por lo tanto, el Arrianismo afirmaba la doctrina de que Cristo está subordinado a Dios Padre y es de una sustancia diferente.
El Concilio de Nicea del año 325 se convocó para establecer una doctrina oficial única (Credo) y condenó aquellas enseñanzas que quedaron excluidas del mismo, principalmente la de Arrio, que afirmaba que el Hijo era la primera creación de Dios y que, aunque existía desde antes del inicio de los tiempos, no era Dios mismo.
Las conclusiones alcanzadas por el concilio se expresaron en un texto que especificaba todo lo que debía creer un cristiano para ser considerado tal; sobre todo las nociones relativas a la relación entre las potencias divinas, y en eso especialmente la naturaleza divina de Jesús, su génesis por el Padre y la naturaleza del Espíritu Santo.

## Isaac Newton y el subordinacionismo
Quizás el mejor resumen de los argumentos bíblicos que tenía Isaac Newton para repudiar la Trinidad y apoyar el Subordinacionismo se encuentran en catorce argumentos, escritos en latín, para muchos de los cuales suministra citas bíblicas. Los números cuatro a siete son particularmente interesantes:

4.  Fui formado antes de los siglos, desde el comienzo, antes que la tierra. No existían los océanos cuando salí del seno, ni existían las fuentes de los mares.
Antes de que fueran cimentadas las montañas,antes que las colinas, yo nací.(Proverbios 8, 23-25).

5.Porque el Padre es mayor que el Hijo. Juan 14: 28.

6.Porque el Hijo no sabía su última hora. Marcos 13:32,Mateo 24:36, Apocalipsis o Revelación 1: 1, 5: 3.

7.Porque el Hijo recibió todas las cosas del Padre.

Entre otras razones para rechazar la enseñanza de la Trinidad y apoyar el subordinacionismo, Newton declaró: 

La Homoousion [la doctrina de que el Hijo es de la misma sustancia que el Padre] es ininteligible. No se entendió en el Concilio de Nicea, ni desde entonces. Lo que no se puede entender no es objeto de creencia.

## Un reflejo de la doctrina del primer siglo
La Trinidad enseña, que el Hijo es igual al Dios Padre en eternidad, poder, posición y sabiduría. Pero los apologistas dijeron que el Hijo no era igual a Dios Padre. Consideraron que el Hijo estaba subordinado. Los apologistas y otros primitivos Padres de la Iglesia reflejaron en gran medida lo que enseñaron los cristianos del primer siglo acerca de la relación entre el Padre y el Hijo.
Ireneo, Clemente de Alejandría y Taciano en los versículos mencionados describen al Padre como «supremo» y está sobre todo y todos incluido Jesucristo el cual es un subordinado. Estos autores también reflejan lo que los cristianos primitivos enseñaron.

## Autores contemporáneos
Hay autores contemporáneos que hablan y escriben del subordinacionismo de la siguiente manera:

En cualquier lugar en el Nuevo Testamento en el que la relación de Jesús con Dios, el Padre, se trae a colación, sea esto con referencia a su presentación como hombre o su mesiazgo, se considera y representa categóricamente como una subordinación.

Cuando los escritores del Nuevo Testamento hablan de Dios se refieren al Dios y Padre de Nuestro Señor Jesucristo. Cuando hablan de Jesucristo, no hablan de él, ni piensan de él como Dios. Es el Cristo de Dios, el Hijo de Dios, la sabiduría de Dios, la Palabra de Dios. Incluso el Prólogo de San Juan, el más cercano a la doctrina de Nicea, tiene que leerse a la luz del pronunciado subordinacionismo del Evangelio en general; y el Prólogo es menos explícito en griego, con el [theós] sin artículo, de lo que parece en inglés.

El profesor de teología G. H. Boobyer hace notar lo siguiente al citar ejemplos de subordinación.

Jesús confiesa o niega a los hombres delante de Dios (Mat. X. 32; Luc. XII. 8); intercede ante Dios por nosotros como paráclito 'ayudante' celestial, ruega por nuestra causa ante el Padre (Rom. VIII. 34; Heb. VII. 25; IX. 24; 1 Juan II. 1); es el mediador entre los hombres y Dios (1 Tim. II. 5)..."
"San Pablo es bastante explicito sobre ello...para citar del pasaje en cuestión en la traducción de la New English Bible... cuando todas las cosas hayan sido sujetadas a él, entonces el Hijo mismo también será subordinado a Dios... y así Dios será todo en todos. (1 Cor. XV. 28)".
"Debemos enfrentarnos al hecho de que la investigación del Nuevo Testamento, a través de, digamos, los últimos treinta o cuarenta años ha llevado a una cantidad cada vez mayor de honrados doctos del Nuevo Testamento a conclusión de que Jesús... nunca creyó que era Dios.